# Raymond Ian Page

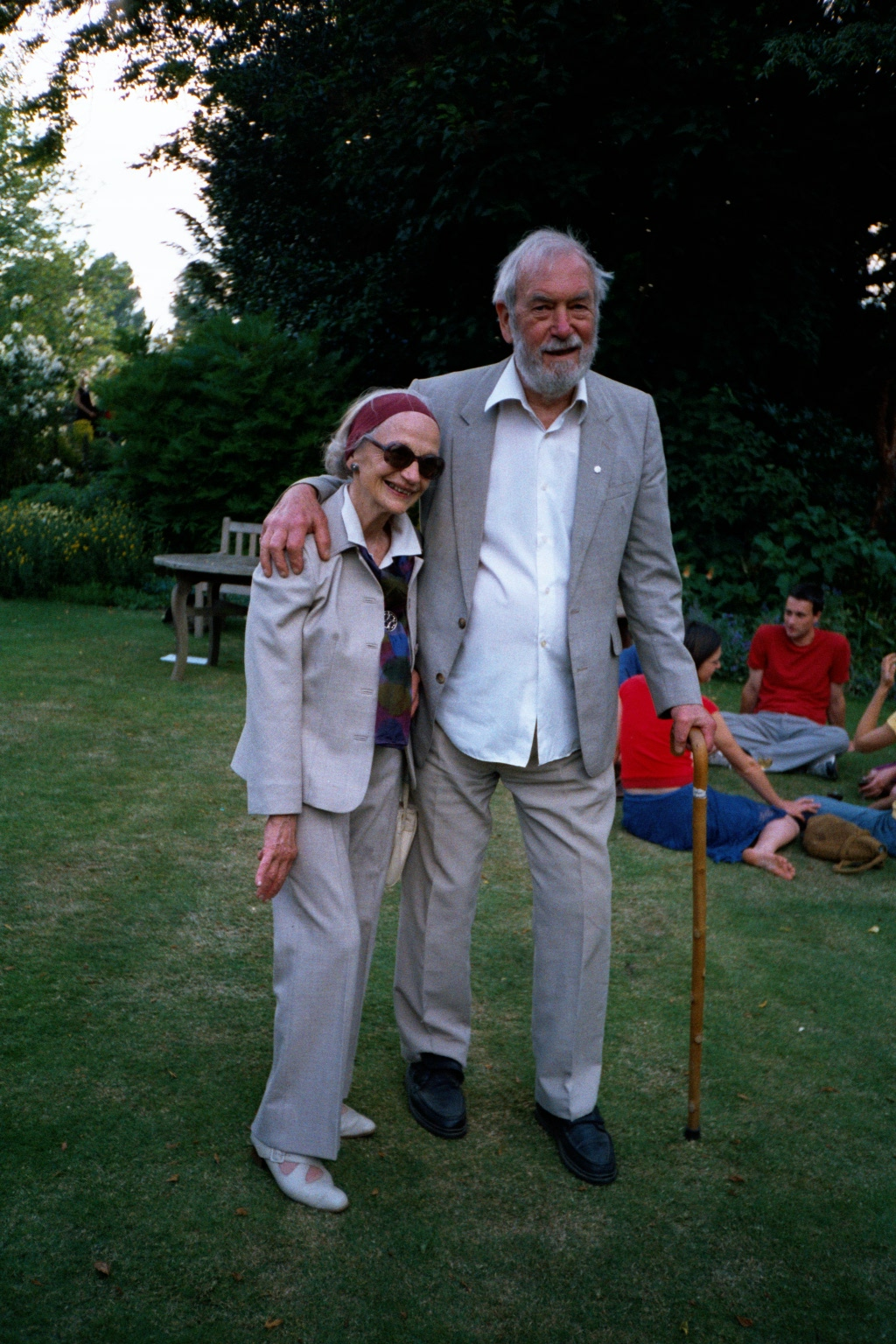
Raymond Ian Page und Elin Hustad (2004)

Raymond Ian Page (* 25. September 1924 in Sheffield; † 10. März 2012) war ein britischer anglistischer und skandinavistischer Mediävist und Runologe. Page war Elrington und Bosworth Professor für altenglische Sprache und Literatur an der Universität Cambridge und Bibliothekar an der Parker Library.

## Schriften (Auswahl)
- The inscriptions of the Anglo-Saxon rune stones. 2 Bände. Nottingham 1959, (Nottingham, University of Nottingham, Dissertation, 1959).
- Life in Anglo-Saxon England. Batsford u. a., London u. a. 1970, ISBN 0-7134-4161-8.
- An Introduction to English Runes. Methuen, London 1973, ISBN 0-416-66230-7.
- Norse Myths. British Museum Press, London 1990, ISBN 0-7141-2062-6.
  - deutsch: Nordische Mythen. Aus dem Englischen übersetzt von Ingrid Rein. Reclam, Stuttgart 1993, ISBN 3-15-010395-9.
- Chronicles of the Vikings. Records, Memorials and Myths. British Museum Press, London 1995, ISBN 0-7141-0564-3.
- Runes and Runic Inscriptions. Collected Essays on Anglo-Saxon and Viking Runes. Edited by David Parsons. Boydell, Woodbridge 1995, ISBN 0-85115-387-9.